# 青浦博物馆
青浦博物馆位于上海市青浦区华青南路1000号，展示了青浦和早期上海的历史。 

## 历史
创建于1958年10月1日，博物馆主体建筑是五个相交的椭圆体，空中俯视如同蝴蝶形状。主要有古文化厅和水文化厅两个展区，陈列面积3600平方米，展出文物1000余件，通过青浦泽文化和福泉山遗址等文物，介绍了上海从马家浜、崧泽、良渚、马桥文化，直至春秋两汉的历史，同时也展现明清时候青浦的民风民俗和青浦的名人， 是上海市爱国主义教育基地。

## 参观信息
- 开放时间：9:00-16:30，全年开放，2008年起免费开放。